# Мировая война

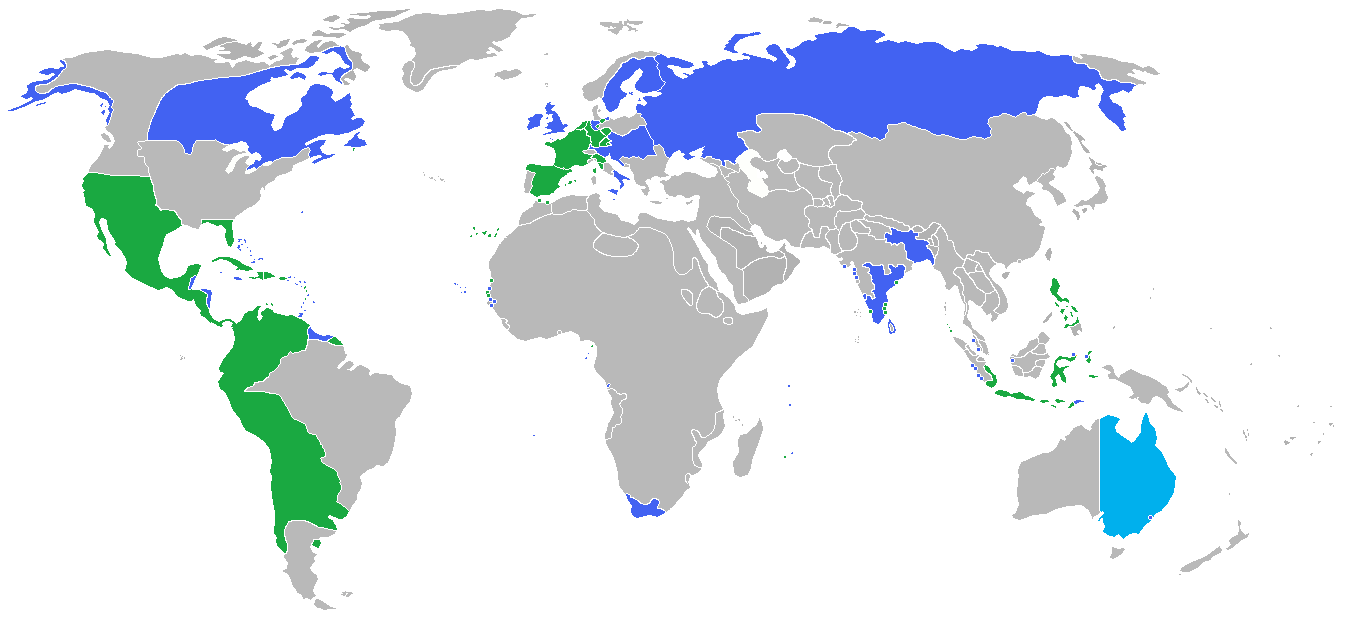
Участники Наполеоновских войн (на момент 3 коалиции). Французская империя и её сателлиты — зелёный цвет. Антифранцузская коалиция — синий цвет.

Мирова́я война́ — термин, обычно используемый для обозначения вооружённых конфликтов планетарного масштаба, беспрецедентных по событиям и количеству жертв. Общепринято мировыми войнами называют два конфликта — Первую мировую войну (1914—1918) и Вторую мировую войну (1939—1945).
Эти войны затронули большинство государств мира, в том числе все великие державы и крупные государства, и охватывали несколько континентов земного шара. Характерным признаком мировой войны является то, что мирный договор, подписываемый после её окончания, становится фундаментальной основой мировых международных отношений в послевоенный период (как Версальский мир после Первой мировой войны, Ялтинские и Потсдамские соглашения после Второй мировой войны).
Холодная война между коалициями, возглавлявшимися США и СССР, протекала под знаком опасности эскалации в «горячую» Третью мировую войну между этими сверхдержавами.

## Общепризнанные мировые войны
Только две войны в истории человечества общепринято называются «мировыми».

Мировая война несёт с собой человечеству глубокий духовный кризис, который может быть обсуждаем с разных сторон. Последствия такой небывалой войны неисчислимы и не могут быть целиком предвидены. … Мировая война есть заслуженное европейской культурой, нахлынувшее на неё варварство, тёмная сила.— Николай Александрович Бердяев,  «Космическое и социологическое мироощущение»,1916 год.

### Первая мировая война

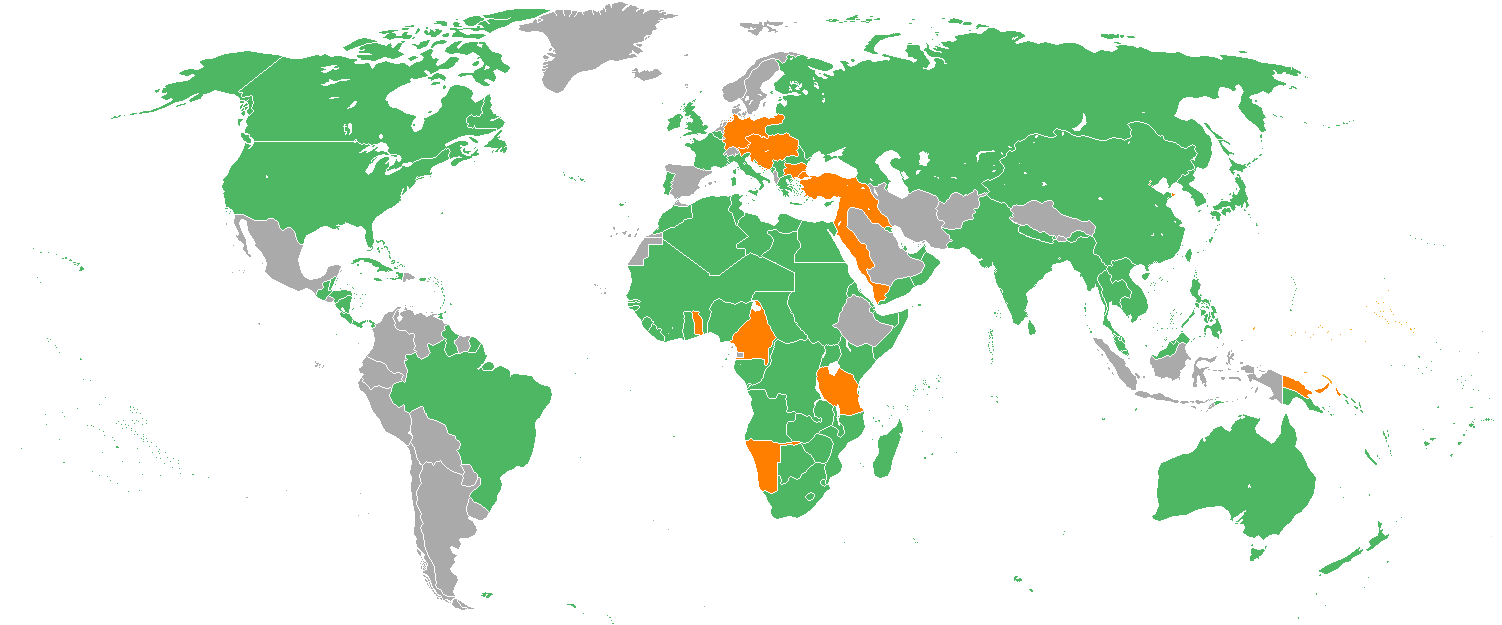
Карта мира с участниками Первой мировой войны.
Антанта изображена зелёным цветом, Четверной союз — оранжевым, нейтральные страны — серым

Первая мировая война случилась в 1914—1918 годах. С точки зрения технологической истории человечества, масштабы Первой мировой войны стали возможны благодаря достижениям второй промышленной революции и возникшей в результате глобализации, которая позволила проецировать глобальную мощь и массовое производство военной техники. Было признано, что создание сложной системы противостоящих военных союзов (Центральных держав в лице Германской, Османской и Австро-Венгерской империй против Антанты в лице Британской и Российской империй и Французской республики), как правило, неизбежно приводит к эскалации в будущем конфликта планетарного масштаба. На практике, даже незначительный локальный военный конфликт между двумя и более странами потенциально может спровоцировать эффект домино военных союзов и также спровоцировать разрастание конфликта до регионального и планетарного масштабов. Тот факт, что у вовлеченных в войну держав имелись большие заморские владения, уже фактически давал гарантию, что такая война будет планетарной, поскольку ресурсы колоний будут играть решающую роль. Те же стратегические соображения также давали гарантию, что комбатанты будут наносить удары по колониям друг друга, тем самым провоцируя эскалацию войны на другие территории.
Массовые военные преступления впервые были совершены во время Первой мировой войны. Впервые в этой войне было использовано химическое оружие, несмотря на те обстоятельства, что Гаагские конвенции 1899 и 1907 годов поставили вне закона использование такого оружия в войне. Османская империя была ответственна за геноцид более чем миллиона армян во время Первой мировой войны, а также за ряд других поздних османских геноцидов. Старые европейские империи, будучи не в состоянии целиком и полностью покрыть ущерб нанесенный войной, распались в результате ряда последовавших гражданских войн, а в некоторых случаях их падение было вызвано поражением как таковым. В результате войны пали четыре империи: Османская, Австро-Венгерская, Германская и Российская.

### Вторая мировая война

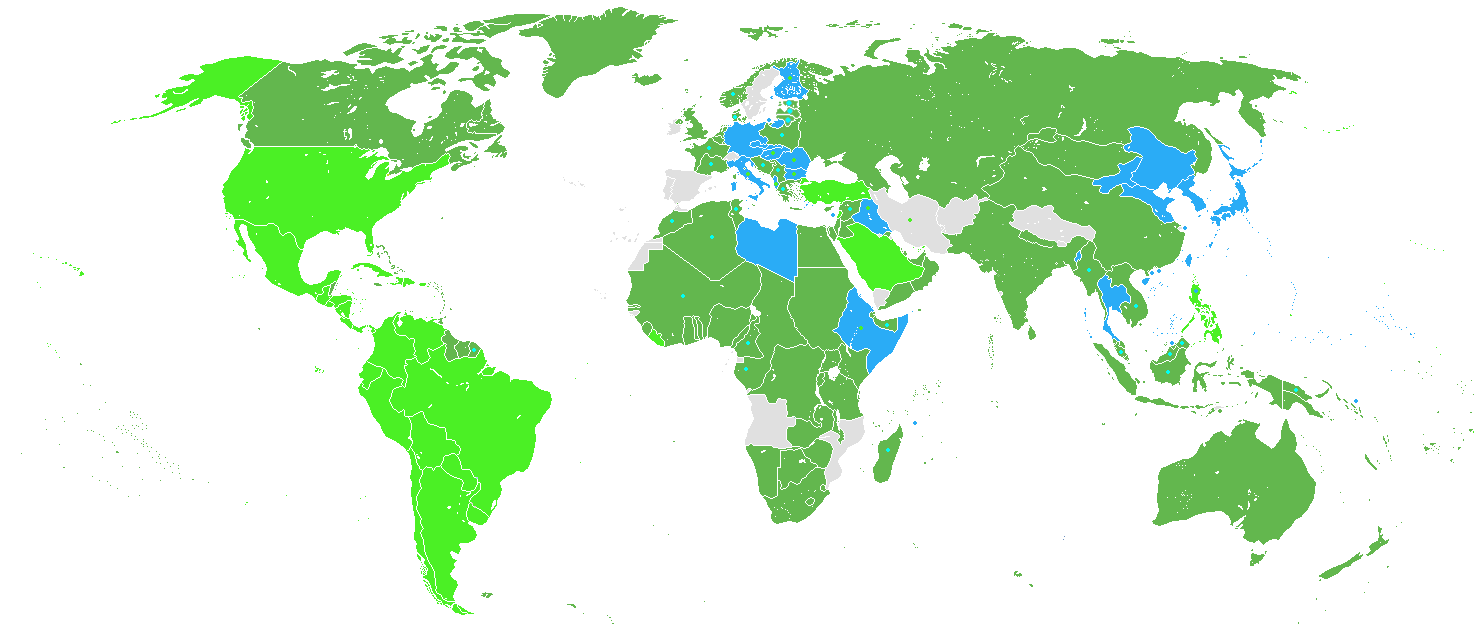
Карта мира с участниками Второй мировой войны.
Антигитлеровская коалиция изображена зелёным цветом (страны, обозначенные светло-зелёным, вошли в войну после нападения на Пёрл-Харбор), Страны Оси голубым цветом, нейтральные страны — серым

Вторая мировая война случилась в 1939—1945 годах. В настоящее время является единственным вооружённым конфликтом планетарного масштаба, в котором применялось ядерное оружие. Нацистская Германия, возглавлявшаяся Адольфом Гитлером в 1933—1945 годах, была признана ответственной за массовый геноцид народов, в первую очередь за Холокост, и в уничтожении 11 миллионов других преследуемых нацистами меньшинств, в том числе цыган, славян и гомосексуалистов. Германия массово истребляла население в некоторых оккупированных регионах. СССР, США и Канада осуществили массовое интернирование и депортацию множества групп национальных меньшинств в пределах границ своих государств и, во многом из-за конфликта, большинство этнических немцев были впоследствии изгнаны из Восточной Европы. Японская империя была признана ответственной за нападение на нейтральные страны без объявления войны, а также за атаку на Пёрл-Харбор и оккупацию Европейских колоний в Азии (Французский Индокитай, Британская Малайя и т. д.). Также Япония несла ответственность за жестокое обращение и массовые убийства военнопленных и мирных жителей в Азии, зверские опыты над азиатскими гражданами в концлагерях (например, отряд 731) и резню в Нанкине (в результате которой императорские войска зверски убили около 250 тысяч мирных жителей). Не участвовавшее в боевых действиях в рамках тотальной войны мирное население пострадало не меньше чем комбатанты, различие между комбатантами и некомбатантами часто стиралось воюющими сторонами. Таким образом, после событий 7 декабря 1941 года произошло разрастание европейской войны в вооружённый конфликт планетарного масштаба, именуемый термином Вторая мировая война.
Исход войны оказал значительное влияние на ход всей мировой истории. СССР и США прочно утвердились в рангах доминирующих мировых сверхдержав вместе со своим идеологическими уставами в условиях жесткой конкуренции. Две сверхдержавы оказали политическое влияние на большинство национальных государств мира в течение последующих десятилетий после окончания Второй мировой войны. Система международных отношений, безопасности и экономики, является результатом глобальной плодотворной работы на основе устоявшихся итогов и её последствий, которая по сей день остаётся действующей.
Такие институты, как Организация Объединённых Наций, были созданы для коллективизации международных дел с целью предотвращения новых мировых войн в будущем. Современные войны также оказали влияние на повседневную жизнь людей, а технологии, разработанные в военное время, в настоящее время нашли успешное применение в мирное время, например, достижения в области реактивной авиации, ракетостроения, пенициллина, ядерной энергии и IT-сфере.

### Возможная следующая мировая война
Во время Холодной войны людьми массово употреблялось выражение «Третья мировая война». Карибский кризис большинство считает событием, которое чуть было не начало Третью мировую войну. Тем не менее, Третьей мировой войны до сих пор не произошло.
Доподлинно неизвестно, из-за чего может начаться очередной конфликт планетарного масштаба. Многие думают, что он может начаться из-за одного из следующих пунктов:
- Российско-украинская война;
- Конфликт Индии и Пакистана;
- Арабо-израильский конфликт.

Я не знаю, каким оружием будет вестись Третья мировая война, но Четвёртая — палками и камнями… // Альберт Эйнштейн

## Другие кандидаты на звание

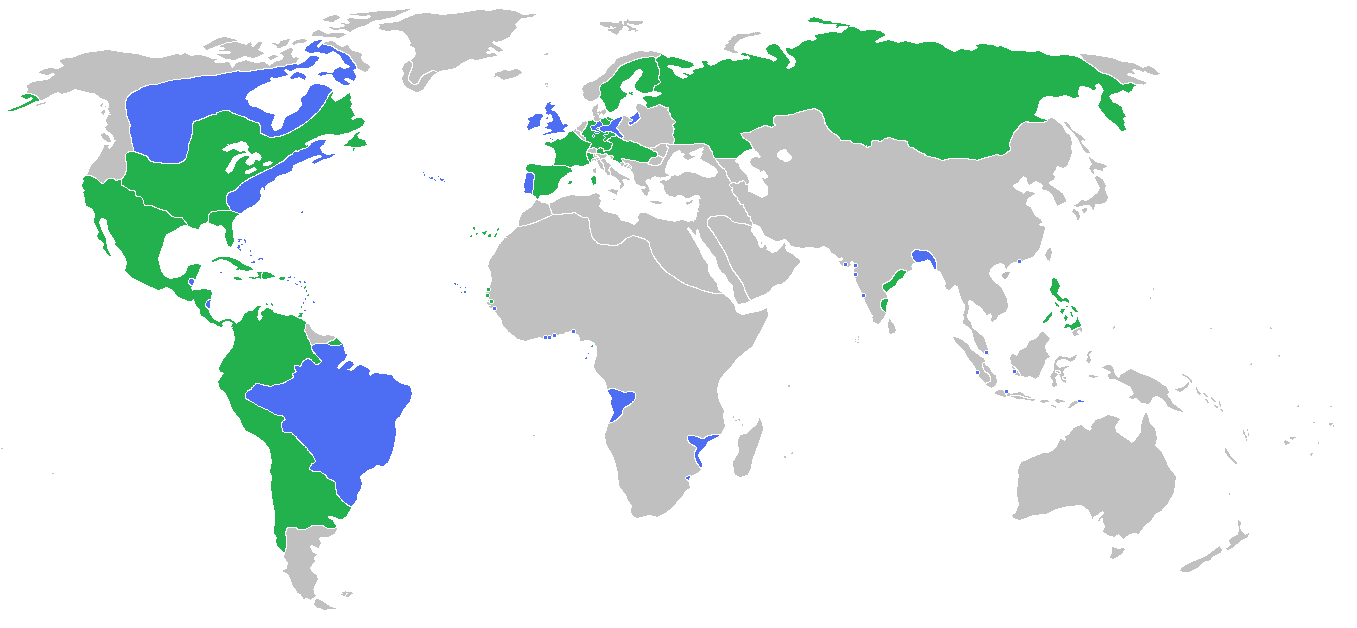
Участники Семилетней войны. Синий: англо-прусская коалиция. Зелёный: антипрусская коалиция

Иногда к мировым войнам относят некоторые масштабные конфликты XVII–XIX веков (Тридцатилетнюю войну, Войну за испанское наследство, Семилетнюю войну, — «первую мировую», по Черчиллю, — затем Наполеоновские войны, Крымскую войну): всё это европейские, так же, как и мировые войны, по происхождению конфликты, сопровождавшиеся боевыми действиями не только в Европе, но в Азии, Африке и Америке.